# 15716 Narahara
15716 Narahara eller 1989 WY1 är en asteroid i huvudbältet som upptäcktes den 29 november 1989 av de båda japanska astronomerna Kazuro Watanabe och Atsushi Takahashi vid Kitami-observatoriet. Den är uppkallad efter Hiroshi Narahara, vän till en av upptäckarna.
Asteroiden har en diameter på ungefär 6 kilometer.